# 南坪街道 (常德市)
南坪街道，原名南坪岗乡，是中华人民共和国湖南省常德市武陵区下辖的一个乡镇级行政单位。

## 行政区划
南坪岗乡下辖以下地区：
南坪社区、沙港社区、东风社区、白马湖村、竹根潭村、金家坪村、高峰堰村和腰路铺村。